# مرغ سفیدسر
سفیدسرمرغ (نام علمی: Mohoua albicilla) نام یک گونه از تیره کلاغان است.